# Rissavaara
Rissavaara är ett naturreservat i Pajala kommun i Norrbottens län.
Området är naturskyddat sedan 2009 och är 4,2 kvadratkilometer stort. Reservatet omfattar västra delen av berget Rissavaara och ett mindre våtområde norrut. Reservatet består av granskog med inslag av glasbjörk.